# Hamatoscalpellum columbianum
Hamatoscalpellum columbianum är en kräftdjursart som först beskrevs av Henry Augustus Pilsbry 1909.  Hamatoscalpellum columbianum ingår i släktet Hamatoscalpellum och familjen Scalpellidae. Inga underarter finns listade i Catalogue of Life.